# Henri Aiguier
Pour les articles homonymes, voir Aiguier (homonymie).
Henri Aiguier est un homme politique français né Henri Justin Joseph Désiré Aiguier à Hyères (Var) le 31 mars 1876 et mort à Paris 7e le 26 janvier 1927.

## Biographie
Fils d'un capitaine de vaisseau, Henri Aiguier effectue ses études de droit à Aix-en-Provence puis à Paris. Il devient ensuite avocat à la Cour d'appel de Paris, et se présente une première fois aux élections législatives de 1914 sous les couleurs de l'Alliance démocratique. Battu de justesse par le socialiste Pierre Renaudel, il prend sa revanche en 1919.
Candidat en seconde position sur les listes du Bloc républicain, il est élu et rejoint le groupe parlementaire de la Gauche républicaine démocratique. Parlementaire actif, il intervient le plus souvent sur les questions militaires et maritimes. Battu en 1924, il meurt prématurément quelques années plus tard.

## Sources
- « Henri Aiguier », dans le Dictionnaire des parlementaires français (1889-1940), sous la direction de Jean Jolly, PUF, 1960 [détail de l’édition]